# Downeaster
A Downeaster egy 145 mérföld (233 km) hosszúságú személyszállító vasúti-szolgáltatás, amelyet az Amtrak üzemeltet, és amelyet a Maine állam egyik ügynöksége, a North-New England Passenger Rail Authority (NNEPRA) irányít. A Maine állam Down East régiójáról elnevezett vonat naponta öt alkalommal közlekedik a Massachusetts állambeli Bostonban található North Station és a Maine állambeli Brunswick között, tíz közbenső megállóval.
A 2023-as pénzügyi évben a Downeaster 542 639 utast szállított, ami 22,0%-os növekedést jelent a 2022-es pénzügyi évhez képest. 2018-ban a vonat 10,2 millió dollár jegybevételt ért el.